# Cheemanahalli, Sidlaghatta
Cheemanahalli là một làng thuộc tehsil Sidlaghatta, huyện Kolar, bang Karnataka, Ấn Độ.